# Plataforma Compact Global Modular Arquitecture
La Plataforma Compact Global Modular Architecture es una plataforma para automóviles del segmento C y D desarrollada por Fiat Group Automobiles. Debutó en el Alfa Romeo Giulietta en 2010. El desarrollo de la plataforma comenzó tomando como base la plataforma C2 desarrolla por Fiat para el modelo Bravo de 2007.

## Origen
Desarrollada en Turín, Italia, la plataforma Compact fue diseñada para adaptarse a los futuros automóviles de los grupos Fiat y Chrysler. Desarrolló una nueva plataforma de alto rendimiento que utiliza solo una parte central delantera del piso de la antigua plataforma C. La composición del marco es 84% acero de alta resistencia (a diferencia de la antigua plataforma C, 65% de la cual era acero de alta resistencia) y 4% aluminio y magnesio. La suspensión delantera utiliza puntales MacPherson Evo con montantes de aluminio y es 4 kilogramos (8,8 lb) más ligera que el diseño anterior con montantes de acero (como los utilizados en el Fiat Bravo). La suspensión trasera utiliza una suspensión independiente de múltiples enlaces y cada uno de ellos consta de dos enlaces laterales con un brazo longitudinal de aluminio que monta el cubo y el resorte. El uso de aluminio en lugar de acero, que tiene una mayor densidad, permitió un ahorro total de peso en los componentes de la suspensión de 14 kilogramos. La estructura de los asientos traseros y el travesaño de aleación de magnesio redujeron el peso en un 35 % en comparación con modelos anteriores.
La plataforma ofrece un motor transversal compacto en la parte delantera con tracción delantera o en las cuatro ruedas. El peso total de la plataforma de la versión estándar (en los modelos compactos) es de 174 kilogramos (383,6 lb).

## Long wheelbase version (Compact Wide)
The long wheelbase version is called Compact Wide and was used for US-built models of Chrysler sedans like the Dodge Dart and Chrysler 200. The CUSW products first appeared in late 2011. The interchangeable modules make the basic platform suitable for vehicles of differing lengths up to 4,92 metros (5,4 yd). It was designed with additional features for a compact platform that could adapt to sports cars like Alfa Romeo.
The engine range, combined with the platform, consists of the compact four-cylinder petrol 1.4 Fire, 1.4 Multiair, 1.75 TBi turbocharged, the 2.0 or 2.4 Chrysler GEMA engine, the 3.2 or the 3.6 Chrysler Pentastar V6 engine, and the 1.6, 2.0 and 2.2 Multijet turbodiesel engines. Fiat and Chrysler planned to build about 1 million vehicles a year by 2014 based on this platform. Eight upcoming Chrysler Group vehicles are planned to be built on Fiat's Compact Wide platform, including the replacement for the Jeep Liberty.

## Fábricas
Los vehículos con esta plataforma se ensamblan en las plantas de Alfa Romeo Cassino, Chrysler Belvidere, Chrysler Windsor Canada, Chrysler Toledo y GAC Fiat Changsha.

## Vehículos basados en la plataforma C-EVO
| Imagen | Nombre                      | Inicio | Fin  | Carrocería     | Dimensiones    | Batalla        | Transmisión                | Seguridad                                                  | Fábricas                |
| ------ | --------------------------- | ------ | ---- | -------------- | -------------- | -------------- | -------------------------- | ---------------------------------------------------------- | ----------------------- |
|        | Alfa Romeo Giulietta (2010) | 2010   | 2021 |                |                |                | Tracción delantera         | Cinco estrellas y recalificado con tres estrellas EuroNCAP | Alfa Romeo Cassino      |
|        | Dodge Dart (2012)           | 2012   | 2016 |                |                |                | Tracción delantera         |                                                            | Chrysler Belvidere      |
|        | Fiat Viaggio                | 2012   | 2017 |                |                |                | Tracción delantera         |                                                            | GAC Fiat Changsha       |
|        | Jeep Cherokee (2013)        | 2013   | 2023 | Texto de celda | Texto de celda | Texto de celda | Tracción delantera / total | Texto de celda                                             | Chrysler Toledo         |
|        | Chrysler 200                | 2014   | 2017 | Texto de celda | Texto de celda | Texto de celda | Tracción delantera / total | Texto de celda                                             |                         |
|        | Chrysler Pacifica           | 2017   |      |                |                |                | Tracción delantera / total |                                                            | Chrysler Windsor Canada |
|        | Chrysler Voyager            | 2020   |      |                |                |                | Tracción delantera / total |                                                            | Chrysler Windsor Canada |
|        | Jeep Grand Commander        | 2018   | 2022 |                |                |                | Tracción total             |                                                            | GAC Fiat Changsha       |

- 2010 - Alfa Romeo Giulietta (Compact)[1]

- 2012 - Dodge Dart (Compact US Wide)[9]

- 2012 - Fiat Viaggio (Compact US Wide)[10]

- 2013 - Jeep Cherokee (Compact US Wide)
- 2017 - Chrysler Pacifica (Compact US Wide)
- 2017 - Chrysler Voyager (Compact US Wide)
- 2018–2022 Jeep Grand Commander